# Труп (Нью-Йорк)
Труп (англ. Throop) — город в округе Кейюга (штат Нью-Йорк США). Население города, согласно переписи 2010 года — 1990 человек. Труп является северным пригородом города Оберн — административного центра округа Кейюга.
Площадь Трупа - 48.42 км2, из которых 48.3 км2 - суша и 0.1 км2 — водное пространство. По северной части города протекает ручей Оваско. Через город с севера на юг проходит шоссе NY-38.

## История
Территория, на которой находится город, до конца XVIII века принадлежала индейскому племени Кейюга. После Войны за независимость здесь проходила Центральная Нью-Йоркская военная дорога. 
Первые поселения на месте Трупа появились в 1790 году.
Город Труп был образован в 1859 году путём слияния трёх поселений — Аурелиус, Ментц и Сеннетт. Своё название город получил в честь бывшего губернатора штата Нью-Йорк Эноса Т. Трупа.

## Население
Согласно переписи 2000 года, население города составляет 1824 человек, плотность населения 37.8 чел/км². Наибольшая часть жителей —  белые американцы (98.87%).
23.1% населения — дети до 18 лет, 5.8% - между 18 и 24, 28.4% - между 25 и 44, 27.6% - между 45 и 64 и 15.0% - старше 65 лет. Средний возраст населения — 40 лет. На 100 женщин приходится около 102 мужчин.
Средний доход населения — $19.799 в год. 3.2 % живут за чертой бедности.